# Bergslagen
Bergslagen es una denominación conjunta de unas comarcas mineras suecas en el oeste y el norte de la provincia de Västmanland, en el sur de Dalecarlia y en el este de Värmland. 

## Historia

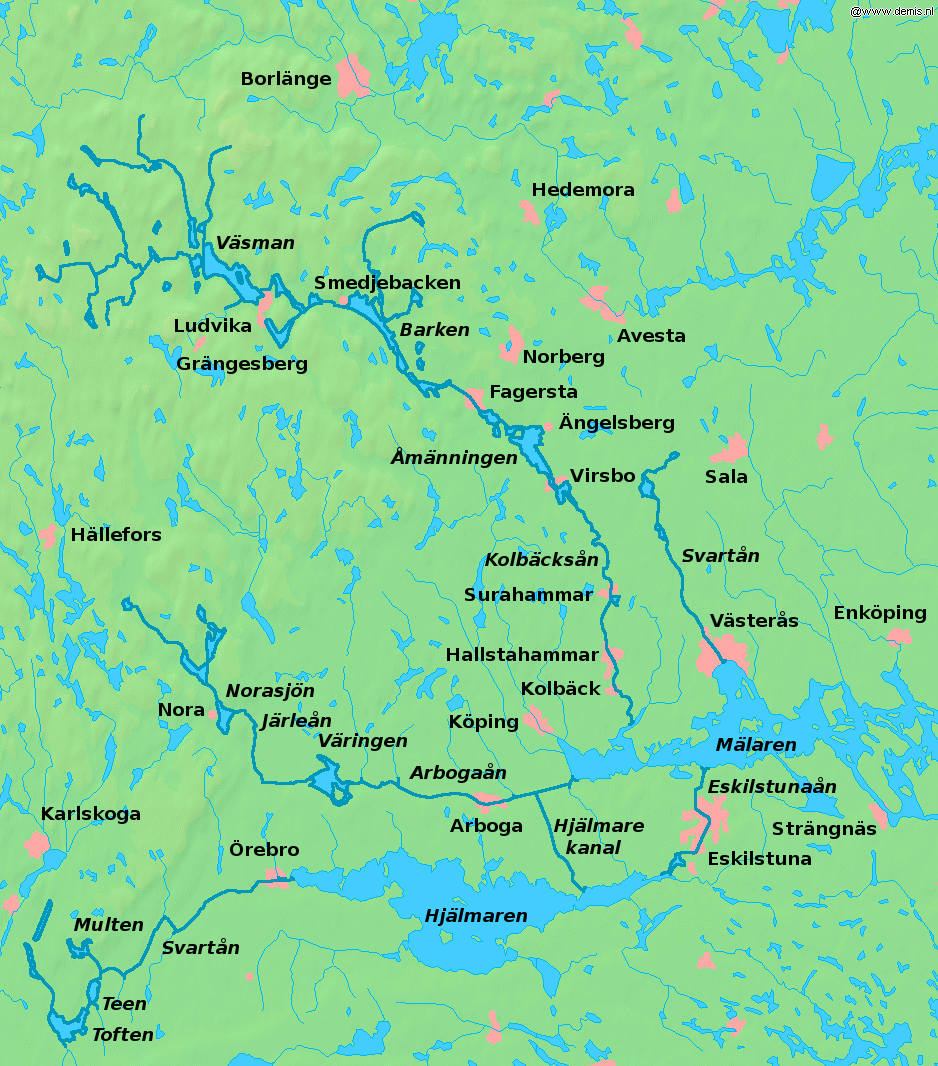
Algunas de las localidades con minas y fábricas en Bergslagen con algunos de los ríos que suministran energía hidroeléctrica: Kolbäcksån, Arbogaån y Svartån, que desembocan en el lago Mälaren. Falun (al noreste de Borlänge), Borlänge, Hedemora y Avesta están en la cuenca del río Dal, que no está marcado con nombre en el mapa. Siguiendo el río Kolbäcksån se ha construido el canal de Strömsholm.

Desde la Edad Media se han conocido los yacimientos de minerales industriales, como la Gran Montaña de Cobre de Falun y varias minas de hierro. La minería ha disminuido a partir de los años 1970.

## Actualidad
Allí hay también industrias metalúrgicas como SSAB en Borlänge y Outokumpu en Avesta. Algunas industrias se han convertido en museo como las forjas de Engelsberg.